# Rhytidoponera greavesi
Rhytidoponera greavesi é uma espécie de formiga do gênero Rhytidoponera.